# L'été du requin

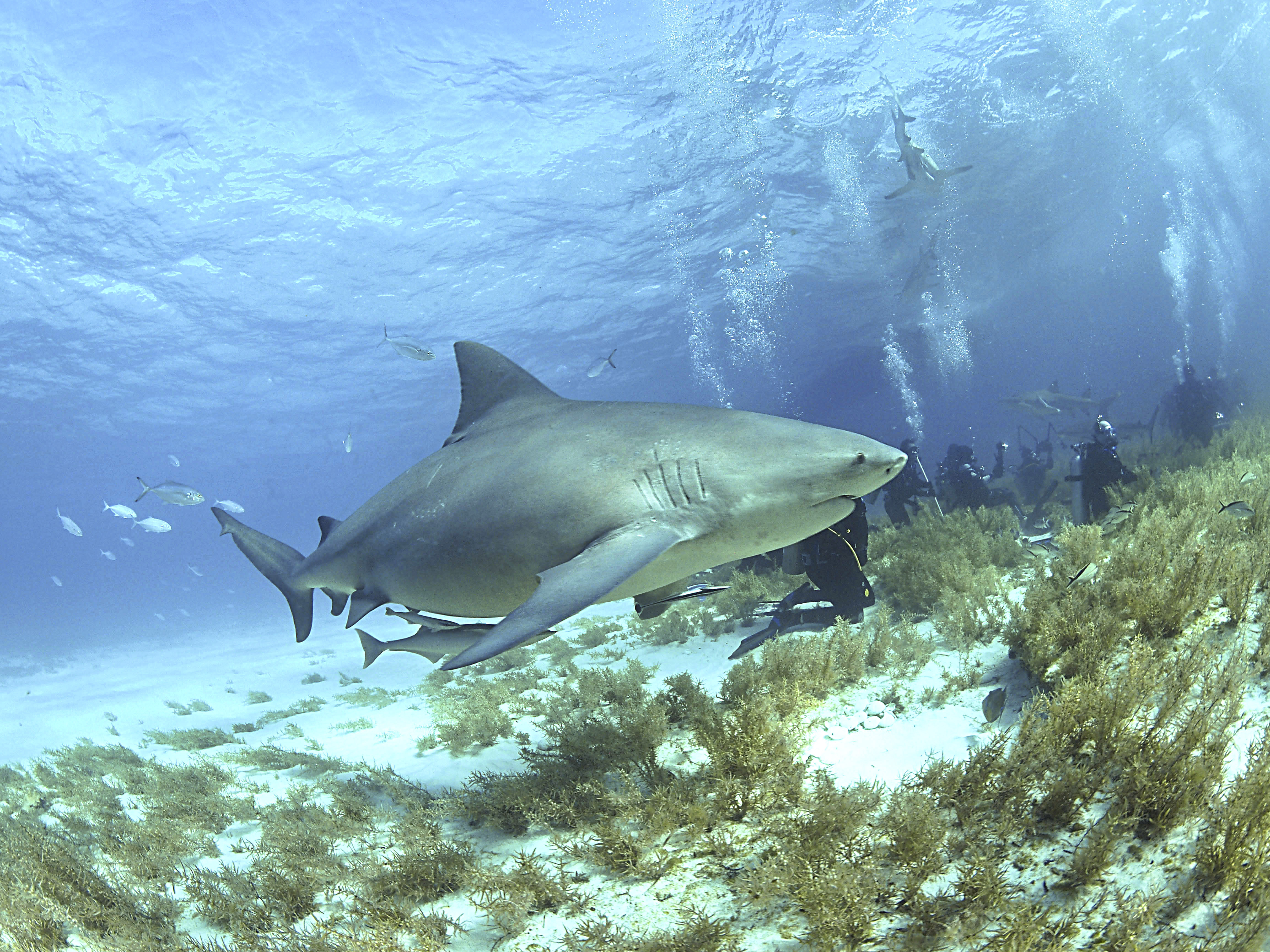
Un requin-bouledogue, de la même espèce que celui qui a attaqué Jessie Arbogast le 4 juillet 2001.

 (octobre 2023).
L'été du requin fait référence à la couverture médiatique des attaques de requins par les médias américains au cours de l'été 2001. La couverture sensationnaliste des attaques de requins a commencé début juillet, à la suite de l'attaque de requin-bouledogue du week-end du 4 juillet contre Jessie Arbogast, 8 ans. Certains médias francophones ont présenté à tort cet évènement comme une attaque de requin-taureau ou de requin-marteau.
La couverture médiatique s'est ensuite poursuivie presque sans relâche - malgré aucune preuve d'une augmentation statistique des attaques - jusqu'à ce que les attaques terroristes du 11 septembre changent la donne et détournent l'attention des médias loin des plages. L’été du requin est depuis resté dans les mémoires comme un exemple de biais cognitif perpétuant une histoire sans caractère anormal par sa capacité à attirer des audiences,,.